# Nikolaj Vatutin
Nikolaj Vatutin (16. prosinca 1901. – 15. travnja 1944.) bio je sovjetski vojni zapovjednik u Ruskom građanskom ratu i Drugom svjetskom ratu. Zaslužan je za ponovno zauzimanje Ukrajine i oslobođenje Kijeva 1943. godine. 

## Vojna karijera
Nikolaj Vatutin rođen je u selu Chepukhino (kasnije nazvano Vatutino) 1901. godine u ruskoj seljačkoj obitelji. Tijekom Ruskog građanskog rata (1920.) borio se protiv anarhističkih snaga Nestora Makhna u Ukrajini. Godinu kasnije postaje član Ruske komunističke partije i nastavlja službu u vojsci, često bivajući promoviran. 
Staljinove čistke 1937. – 1938. otvorile su mu put prema višim vojnim položajima. Dobio je čin Komdiva (ekvivalentan našem general-bojniku) 1938. godine. Iste je godine postao zapovjednik stožera Kijevskog vojnog okruga. 
Na početku Drugog svjetskog rata, Vatutin je planirao sovjetski napad na Poljsku i sudjelovao u okupaciji Besarabije i sjeverne Bukovine pod zapovjedništvom Georgija Konstantinoviča Žukova. Staljin ga je potom promovirao u generala pukovnika, zbog njegove inovativnosti i marljivosti. Naime, Staljinu se sviđalo Vatutinovo skromno podrijetlo, koje se slagalo s komunističkim idealima. Međutim, Vatutin je još uvijek bio relativno neiskusan na  terenu i posjedovao je manjkavo znanje o logistici i strategiji. To se očitovalo u njegovoj nespremnosti 22. lipnja 1941. kada je Njemačka napala SSSR i u kasnijim bitkama na Istočnoj fronti.  
Vatutin je ubrzo dodijeljen Sjeverozapadnom frontu, što mu je omogućilo da iskoristi svoje prednosti. Kao zapovjednik glavnog stožera Sjeverozapadnog fronta, često je promovirao perspektivne mlade časnike. Za razliku od većine sovjetskih časnika, Vatutin nije bio obeshrabren njemačkim vojnim uspjesima, te je često napadao protivnika. Ova je strategija bila uspješna krajem 1941., kada je Vatutin uspio nakratko spriječiti prodor Ericha von Mansteina prema Lenjingradu. Nakon bitke za Moskvu, Vatutin je uspio opkoliti dva njemačka korpusa u Demjansku, što je bio jedan od prvih velikih sovjetskih uspjeha u ratu. 
Vatutin je poslan da preuzme vodstvo nad Voronješkim bojištem koju je napadala Vojna Grupa jug. Nijemci zauzeli grad, ali nisu uspjeli probiti Vatutinovu liniju. Kasnije je Vatutin porazio Talijansku osmu armiju, čemu je pripomogao predaji Paulusove Šeste armije. 

Zbog njegovih vojnih uspjeha u istočnoj Ukrajini je zauzet Harkiv u siječnju 1943. Tada su se njegove trupe previše raširile, a logističke linije izdužile, što je omogućilo Mansteinu da ga porazi južno od Harkiva i da tamo opkoli generala Golikova. Bez obzira na ove neuspjehe, Staljin je okrivio Vatutinove podređene, a sam Vatutin je promoviran u čin generala zbora. Kasnije je vodio Voronješko bojište tijekom bitke kod Kurska, te pokazao sposobnost da brzo prijeđe iz defenzive u ofenzivu. 
Nakon bitke kod Kurska, uspio je ponovno organizirati svoje  postrojbe Prošao je kroz gotovo neprolazna močvarna tla, iznenadivši i porazivši Mansteina. Međutim, Manstein je ponovno iskoristio raširenost Vatutinovih postrojbi i porazio ih u bitci kod Radomyshla.
Ponovno preuzevši inicijativu, Vatutin je uspio zarobiti oko 56,000 njemačkih  vojnika zajedno s Ivanom Konevom.

## Smrt
Daleko od bojišnice, Vatutina je 28. veljače 1944. napala skupina Ukrajinske ustaničke armije (UPA), koja ga je teško ranila. Umro je od sepse u kijevskoj bolnici 6 tjedana kasnije. Nekoliko mjeseci kasnije poginula su i njegova braća. Vera Jefimovna, Vatutinova majka, morala je pokopati 3 sina u 2 mjeseca. Vatutin je pokopan u Kijevu.

## Utjecaj
Vatutin se smatra jednim od najvažnijih sovjetskih generala Drugog svjetskog rata. Njegove inovativne taktike, planiranje i operacijske tehnike su bile hvaljene među mnogim ratnim teoretičarima. Vatutin se smatra herojem SSSR-a, a Kijev sadrži mnogo njegovih kipova.